# Панасенко, Тарас Иванович
Тарас Иванович Панасенко (1930—1989) — украинский советский государственный и партийный деятель. Член КПСС; член ЦК КПУ, первый секретарь Ровенского обкома КПУ (1972—1989). Депутат Совета Союза Верховного Совета СССР 9-11 созывов (1974—1989) от Ровенской области. Народный депутат СССР. Депутат Ровенского областного Совета народных депутатов.

## Биография
- 15.02.1930 — родился в селе Казацкое Звенигородского района Черкасской области.
- 1952 — после окончания Козачанского зоотехнического техникума работает на Ровенщине в ветеринарной лечебнице.
- 1954 — был избран секретарем Рокитневського райкома комсомола.
- 1955 — был избран первым секретарем Рокитневского райкома комсомола.
- 1957—1961 — учился в высшей партийной школе.
- с 1961 — на партийной работе.
- 1972 — 04.08.1989 — первый секретарь Ровенского обкома КПУ.
- Март 1989 — был избран народным депутатом СССР по Дубновском территориальному избирательному округу № 510.
- 04.08.1989 — умер после тяжёлой болезни.

## Награды
- Орден Трудового Красного Знамени (трижды)
- Орден Октябрьской Революции